# Socialismo tercermundista
El socialismo tercermundista es un término usado para referirse a una variante teórica o práctica de socialismo reivindicativo específicamente del desarrollo, autonomía y empoderamiento del tercer mundo, por tanto, no alineada históricamente a las políticas del primer mundo (los Estados Unidos y sus aliados) ni del segundo mundo (la Unión Soviética y sus aliados).
Ha estado representada por diversos líderes como Nasser, Nehru, Sukarno, Kwame Nkrumah, Modibo Keita, Sekou Touré, Julius Nyerere, Salah Bitar, Che Guevara, Michel Aflaq, Muammar al-Gaddafi, Zulfikar Ali Bhutto, Ben-Gurion, Buddhadasa, Walter Lini, y otros, que aspiraban a una versión no soviética de socialismo como el mejor camino hacia una nación desarrollada y fuerte.
Puede ser descrito como una forma ideológica específica de tercermundismo compuesta por diversas corrientes como el socialismo africano, el socialismo árabe, el nasserismo, el nehruísmo, el guevarismo, el sionismo socialista, el socialismo islámico, el socialismo budista, el socialismo melanesio, entre otro.
A pesar de su no alineamiento con la Unión Soviética, el socialismo tercermundista puede o no considerarse como marxista, o al menos inspirado en mayor o menor medida en esta filosofía, dependiendo de cada variante del mismo.

## Socialismo africano
El socialismo africano fue impulsado por algunos jefes de Estado africanos inmediatamente después de la independencia de sus respectivos países. Por ejemplo, Julius Nyerere, de Tanzania, quien colectivizó la tierra y acuñó el concepto de Ujamaa; Kwame Nkrumah, primer presidente de Ghana, quien fue uno de los padres del Movimiento de Países No Alineados, llevó adelante la planificación estatal por medio de planes quinquenales, creó una agencia para la regulación de las exportaciones de cacao, y formuló su teoría de la necesidad de un "socialismo africano" y de la unidad de África; Modibo Keita, padre de Mali, quien llevó adelante políticas similares a las de Nkrumah; y Ahmed Sekou Touré, que fue el padre de la independencia de Guinea, y de todos el que más tiempo se mantuvo en el poder y fue además un prolífico teórico.

## Socialismo árabe
Las principales figuras del socialismo árabe fueron Gamal Abdel Nasser, el primer presidente de Egipto, quien nacionalizó el canal de Suez y se convirtió en un prócer de todo el mundo árabe, y que en algunas oportunidades (sobre todo en los años '60) tuvo simpatía por conceptos e ideas socialistas. El Partido Baath, fundado en 1947 en Siria por Michel Aflaq y Salah Bitar, que rápidamente se transformó en una de las principales corrientes políticas del mundo árabe, y logró convertirse en el partido gobernante de Siria (hasta el presente) y de Irak (hasta el 2003). El FLN de Argelia llevó adelante una guerra de guerrillas contra el colonialismo francés, hasta obtener la independencia del país a principios de los años '60. Durante su primera etapa, bajo la dirección de Ahmed Ben Bella, se caracterizó por llevar adelante un programa socialista no alineado y no marxista, que vería una izquierdización bajo la presidencia de Houari Boumédiène, hasta 1976.
En 1969, el libio Muammar al Gaddafi apareció como un continuador tardío del socialismo árabe más cercano al nasserismo cuando dio un golpe de Estado contra la monarquía corrupta del rey Idris, y llegó a elaborar una teoría socialista propia, la Tercera teoría universal, que combinaba la no-alineación con ideas de democracia directa que fueron puestas en práctica bajo su gestión y que aún hoy se mantienen.

## Socialismo latinoamericano
En el caso de Juan Domingo Perón, elegido presidente de Argentina en tres oportunidades no consecutivas, la postura socialista tercermundista fue una variante más radical del populismo latinoamericano que se relacionó con el Tercer Mundo y el Movimiento de Países No Alineados (bajo la doctrina que Perón llamaba "la tercera posición"), y llevó adelante un programa de intervención estatal para el desarrollo, como planes quinquenales, la nacionalización de los ferrocarriles, puertos y bancos, la creación de una agencia para regular las exportaciones de granos (el IAPI), y el establecimiento de un estado de bienestar moderno. A pesar de sus políticas progresistas, durante sus dos primeras presidencias (1946-1952 y 1952-1955) Perón nunca se definió a sí mismo como "socialista", pero sí lo hizo más tarde, durante su exilio y su tercera presidencia (1973-1974), cuando acuñó el término "socialismo nacional", una especie de vía argentina al socialismo, que él describía como una socialdemocracia, basada principalmente en el "socialismo a la sueca" y que también se inspiraba fuertemente en otros modelos socialistas no alineados como el nasserismo, en el socialismo cristiano. Un intento, que quedó trunco, de llevar a cabo ese programa político fue el Pacto Social, elaborado durante la tercera presidencia de Perón, por el entonces ministro de economía José Ber Gelbard.
Asimismo, más recientemente desde finales de la década de 1990, surge en Venezuela una variante de socialismo tercermundista representada en el chavismo, una filosofía y movimiento inspirado en la figura del líder venezolano Hugo Chávez. De igual manera, se podría considerar también que el moderno «giro a la izquierda» de varios gobiernos de América Latina, especialmente de los defensores del socialismo del siglo XXI del bloque del ALBA, por su antiimperialismo, su aproximación a Europa del Este, y su sentido de cooperación Sur-Sur, es un nuevo tipo de socialismo tercermundista.

## Otros
Irán experimentó un corto período de socialismo tercermundista en el momento de auge del Partido Tudeh, en la época de la abdicación del shah Reza Pahlevi y su sustitución por su hijo, Mohammed Reza Pahlevi (aunque el partido nunca llegó al poder). Rápidamente, el Tudeh se vio desplazado como principal fuerza antimonárquica con la llegada al poder entre 1949 y 1953 del Frente Nacional, partido del primer ministro nacionalista Mossadegh, que continuó siendo la principal fuerza aun en la oposición, después del derrocamiento de Mossadegh, y hasta el surgimiento del islamismo y la Revolución Islámica de 1979. Desde ese entonces, el Tudeh se fue moviendo cada vez más hacia el comunismo y abandonó la ideología socialista tercermundista.
Difícilmente podría añadirse a la lista el Kemalismo, dado que este fue un movimiento surgido en Turquía después de la Primera Guerra Mundial, mucho antes de que existiera la noción de "Tercer Mundo", y dado que añadía un componente de populismo a su doctrina (algo que no todos los socialismos tercermundistas hacían), y que Turquía fue siempre un país más desarrollado que la noción propia de "Tercer Mundo". Sin embargo, dado que fue el modelo de gobierno en el período posterior a la Guerra de Independencia Turca, que llevó adelante la reconstrucción del país, la superación del subdesarrollo heredado del Imperio Otomano derrotado en la guerra y la creación de una nación fuerte para hacer frente al colonialismo europeo, y dado que el partido de gobierno conducido por Mustafá Kemal era un partido socialista, puede considerarse que se ajusta a los cánones de un movimiento socialista tercermundista. A esto se suma que durante los años 1960, el pensamiento tercermundista y socialista influyó mucho en la izquierda del movimiento kemalista.
De cualquier manera, tanto el kemalismo, como el Socialismo fabiano (y toda la socialdemocracia en general), así como la República Popular China, principal país comunista del Tercer Mundo, fueron una gran influencia en todo el movimiento socialista tercermundista.
A pesar de estar inspirados principalmente en la socialdemocracia, la mayor parte de los socialismos tercermundistas se vieron influidos en un momento u otro por políticas de caudillismo y personalismo, o incluso por sistemas de partido único.
En cualquier caso, todos los socialismos tercermundistas fueron seguidores del reformismo socialdemócrata (dirigido desde el Estado), prefiriéndolo antes que la revolución.